# عبد الله صادق دحلان
عبد الله صادق دحلان اقتصادي وكاتب سعودي، ولد في مكة المكرمة عام 1375هـ، يرأس جامعة الأعمال والتكنولوجيا في السعودية، وشغل العديد من المناصب من أبرزها تعيينه عضواً في مجلس الشورى عام 1426هـ، وتوليه منصب أمين الغرفة التجارية الصناعية بجدة لمدة 18 عاماً. وقد صدرت له العديد من المؤلفات في مجال الاقتصاد من بينها كتاب (طموح وطن: رؤية المملكة العربية السعودية 2030 قراءة وصفية تحليلية).

## التعليم
- حاصل على درجة البكالوريوس من قسم إدارة الأعمال كلية الاقتصاد والإدارة في جامعة الملك عبد العزيز بجدة عام 1396هـ.[5]
- حاصل على درجة الماجستير في إدارة الأعمال من جامعة بيبرداين في الولايات المتحدة الأمريكية عام 1399م.
- حاصل على درجة الدكتوراه في إدارة الأعمال عام 1987م، وكان رسالته للدكتوراه عن «تقييم السياسات الصناعية في المملكة العربية السعودية».[6]

## العمل
- عين عضواً في مجلس الشورى في الدورة الرابعة من عام 1426هـ إلى عام 1430هـ.[7][8]
- تولى منصب أمين عام الغرفة التجارية الصناعية بجدة لمدة 18 عاماً من عام 1400هـ إلى عام 1418هـ.[9]
- مدير جامعة الأعمال والتكنولوجيا.[10]
- عمل ملحقاً سياسياً بوزارة الخارجية.
- عمل أستاذاً في كلية الاقتصاد والإدارة في جامعة الملك عبد العزيز في جدة.
- رئيس مجلس إدارة المركز العربي السويسري للدراسات وحقوق الإنسان في جنيف.
- عضو مجلس أمناء مكتبة الملك فهد الوطنية.[11]
- كتب في العديد من الصحف أبرزها صحيفة الوطن السعودية.[12][13]

## إصدارات
- (اقتصاديات المشروعات).[14]
- (التسويق الإقليمي للمنتجات الخليجية).
- (الاستشاري والاستشاريون في الإدارة).
- (العلاقات العامة وغرف التجارة والصناعة الدولية).
- (المدن الصناعية وعوامل قيامها).
- (القطاع الخاص السعودي: إنجازات متميزة في عملية التنمية).
- (القيادة الإدارية).
- (حوار اقتصادي).
- (تقييم السياسات الصناعية بالمملكة العربية السعودية).
- (دراسات في التمويل أساسيات الاستثمار وتكوين وإدارة محافظ الاوراق المالية).[15]
- (كارثة الفقر في العالم العربي وأثرها في حق الإنسان في العمل).[16]
- (مواقف محرجة) صدر عن دار المرسى عام 2009م.[17]
- (أيام لا ككل الأيام) سيرة ذاتية. صدر عام 2014م.[18]
- (طموح وطن: رؤية المملكة العربية السعودية 2030: قراءة وصفية تحليلية) صدر عن جامعة الأعمال والتكنولوجيا بجدة التعاون مع المركز العربي السويسري في جنيف عام 2019م.[19]

## محاضرات
محاضرة (عناصر أساسية لرفع مستوى التحصيل العلمي) ألقاها ضمن فعاليات ندوة التحصيل العلمي للطالب الجامعي: الواقع والطموح في جامعة طيبة في المدينة المنورة عام 2007م.

## جوائز وتكريم
حصل على جائزة رواد التغيير عن فئة الأفراد من منتدى الإدارة والأعمال عام 2018م تقديرًا لجهوده الكبيرة في مجال تطوير التعليم والاستثمار فيه.